# Raluca Antonescu
Pour les articles homonymes, voir Antonescu.
Raluca Antonescu, née à Bucarest en 1976, est une autrice suisse.

## Biographie
Raluca Antonescu naît à Bucarest en 1976. Elle est élevée par ses grands-parents pendant deux ans avant de rejoindre ses parents en Suisse à l'âge de quatre ans. Elle grandit jusqu'à l'âge de 7 ans à Oberhelfenschwil avant de s’établir à Genève[réf. nécessaire].
Déchue de sa nationalité roumaine à son départ, elle est apatride jusqu'à l'âge de 25 ans.
Elle a un frère cadet. Elle a une fille.
Elle étudie les beaux-arts.
Elle a signé L'Inondation, son premier roman, en 2014, suivi de Sol en 2017 puis Inflorescence en 2021.
En 2018, elle reçoit une bourse culturelle de la Fondation Leenaards.
Elle enseigne les arts visuels à Genève.

## Livres publiés
- Inflorescence, Éditions La Baconnière, 2021, 268 p. (ISBN 978-2-88960-029-8)[4]
- Sol, Éditions La Baconnière, 2017, 384 p. (ISBN 978-2-940431-90-8)[4]
- L'Inondation, Éditions La Baconnière, 2014, 291 p. (ISBN 978-2-940431-27-4)[4]

## Traductions
- 2024 : Infloreszenz (Inflorescence), allemand, Verlag Die Brotsuppe, Suisse
- 2023 : Inflorescențǎ (Inflorescence), roumain, Editura Eikon, Roumanie
- 2021 : Sol  (Sol), roumain, Editura Fides, Roumanie

## Textes
- 2020 : Le fleuve, Le Courrier[6]
- 2020 : Au niveau des lèvres, Le Temps[7]

## Prix et distinctions
- 2024 : Prix littéraire des jeunes européens[8]
- 2022 : Prix Pittard de l'Andelyn[9]
- 2022 : Prix des lecteurs de la ville de Lausanne[10]

## Documentaires
- 2008 : Kuiamboyo, l'initiation[2]